# Premio Presidente della Repubblica
Groupe 2
Le Premio Presidente della Repubblica est une course hippique de plat se déroulant au mois de mai sur l'hippodrome de Capannelle, à Rome (Italie).
C'est une course de groupe 2 internationale réservée aux chevaux de 4 ans et plus. Elle était classée groupe 1 jusqu'en 2015 (année où elle voit son allocation divisée par deux), et se disputait sur 2 000 mètres.  
Elle se court sur la distance de 1 800 mètres. L'allocation actuelle s'élève à 202 400 €.

## Palmarès depuis 1988
| Année                      | Vainqueur        | S/A | Pays        | Père             | Jockey            | Entraîneur            | Propriétaire                  | Temps   |
| -------------------------- | ---------------- | --- | ----------- | ---------------- | ----------------- | --------------------- | ----------------------------- | ------- |
| 2025                       | Woodchuck        | H.5 | France      | Birchwood        | Antonio Orani     | Nicolas Bellanger     | David Dromard                 | 1'46"80 |
| 2024                       | Woodchuck        | H.4 | France      | Birchwood        | Simon Planque     | Nicolas Bellanger     | David Dromard                 | 1'50"20 |
| 2023                       | Skalleti         | H.8 | France      | Kendargent       | Antonio Orani     | Jérôme Reynier        | Jean-Claude Seroul            | 1'50"50 |
| 2022                       | Cantocorale      | M.4 | Italie      | Helmet           | Antonio Fresu     | Grizzetti Galoppo SRL | Scuderia Blueberry SRL        | 1'53"00 |
| 2021                       | Attimo Fuggente  | M.4 | Italie      | Exceed and Excel | Fabio Branca      | Alduino Botti         | Scuderia Del Giglio Sardo Srl | 1'47"90 |
| 2020                       | Thunderman       | M.4 | Italie      | Blu Air Force    | Salvatore Sulas   | Alduino Botti         | Scuderia Incolinx & D. Romeo  | 1'48"75 |
| 2019                       | Stormy Antarctic | H.6 | Royaume-Uni | Stormy Atlantic  | Lanfranco Dettori | Ed Walker             | P.-K. Siu                     | 1'53"20 |
| 2018                       | Royal Jullius    | M.5 | France      | Royal Applause   | Gérald Mossé      | Jérôme Reynier        | Jade-Prescillia Angelini      | 1'48"50 |
| 2017                       | Time to Choose   | M.4 | Italie      | Manduro          | Fabio Branca      | A. & S. Botti         | Effevi Srl                    | 1'48"20 |
| 2016                       | Diplomat         | M.5 | Allemagne   | Teofilo          | Dario Vargu       | Mario Hofer           | Eckhard Sauren                | 1'48"30 |
| Éditions classées Groupe I |                  |     |             |                  |                   |                       |                               |         |
| 2015                       | Cleo Fan         | M.4 | Italie      | Mujahid          | Umberto Rispoli   | Stefano Botti         | Dioscuri Srl                  | 1'59"50 |
| 2014                       | Refuse to Bobbin | M.4 | Italie      | Refuse to Bend   | Djordje Perovic   | Attilio Giorgi        | Scuderia Chimax Srl           | 2'03"78 |
| 2013                       | Vedelago         | M.4 | Italie      | Red Clubs        | Mario Esposito    | Stefano Botti         | G.T.A. Srl                    | 2'01"50 |
| 2012                       | Crackerjack King | M.4 | Italie      | Shamardal        | Fabio Branca      | Stefano Botti         | Scud.Effevi SNC di Villa      | 2'01"30 |
| 2011                       | Estejo           | M.7 | Allemagne   | Johann Cruyff    | Umberto Rispoli   | Ralf Rohne            | Giovanne Martone              | 2'00"60 |
| 2010                       | Querari          | M.4 | Allemagne   | Oasis Dream      | Eduardo Pedroza   | Andreas Wöhler        | Gestüt Fährhof                | 2'06"00 |
| 2009                       | Selmis           | M.5 | Italie      | Selkirk          | Mirco Demuro      | Vittorio Caruso       | Scuderia Incolinx             | 2'02"90 |
| 2008                       | Saddex           | M.5 | Allemagne   | Sadler's Wells   | Kevin McEvoy      | P.Rau                 | Stall Avena                   | 2'02"60 |
| 2007                       | Distant Way      | M.6 | Italie      | Distant View     | Mirco Demuro      | Lorenzo Brogi         | Alle. La Nuova Sbarra         | 2'00"40 |
| 2006                       | Distant Way      | M.5 | Italie      | Distant View     | Mirco Demuro      | Lorenzo Brogi         | Alle. La Nuova Sbarra         | 2'00"90 |
| 2005                       | Altieri          | M.7 | Italie      | Selkirk          | Mario Esposito    | Vittorio Caruso       | Scuderia Incolinx             | 2'00"50 |
| 2004                       | Altieri          | M.6 | Italie      | Selkirk          | Mario Esposito    | Vittorio Caruso       | Scuderia Incolinx             | 1'58"70 |
| 2003                       | Rakti            | M.4 | Italie      | Polish Precedent | Philip Robinson   | Michael Jarvis        | Gary Tanaka                   | 2'00"10 |
| 2002                       | Falbrav          | M.4 | Italie      | Fairy King       | Dario Vargiu      | Luciano d'Auria       | Scuderia Rencati              | 1'57"80 |
| 2001                       | Paolini          | M.4 | Allemagne   | Lando            | Andreas Suborics  | Andreas Wöhler        | Carde Ostermann-Richter       | 1'59"80 |
| 2000                       | Timboroa         | M.4 | Royaume-Uni | Salse            | Mirco Demuro      | Roberto Brogi         | Roberto Brogi                 | 2'00"60 |
| 1999                       | Central Park     | M.4 | Royaume-Uni | In The Wings     | Daragh O'Donohoe  | Saeed bin Suroor      | Godolphin                     | 2'02"20 |
| 1998                       | Polar Prince     | M.5 | Royaume-Uni | Distinctly North | Philip Robinson   | Michael Jarvis        | Christine Stevenson           | 2'01"20 |
| 1997                       | Artan            | M.5 | Allemagne   | Be My Native     | Ray Cochrane      | Martin Rölke          | Stall Brandenburg             | 2'02"70 |
| 1996                       | Hollywood Dream  | F.5 | Allemagne   | Master Willie    | John A. Reid      | Uwe Ostmann           | Gestüt Ittlingen              | 2'06"40 |
| 1995                       | Flagbird         | F.4 | France      | Nureyev          | Kevin Darley      | Saeed bin Suroor      | Godolphin                     | 2'05"60 |
| 1994                       | Muhtarram        | M.5 | Royaume-Uni | Alleged          | Willie Carson     | John Gosden           | Hamdan Al Maktoum             | 2'01"80 |
| 1993                       | Great Palm       | M.4 | Royaume-Uni | Manila           | Alan Munro        | Paul Cole             | Prince Fahd bin Salman        | 2'02"40 |
| 1992                       | Sikeston         | M.6 | Italie      | Lear Fan         | Michael Roberts   | Clive Brittain        | Luciano Gaucci                | 2'01"40 |
| 1991                       | Sikeston         | M.5 | Italie      | Lear Fan         | Michael Roberts   | Clive Brittain        | Luciano Gaucci                | 2'10"70 |
| 1990                       | Tisserand        | M.5 | Italie      | Nadjar           | Luca Sorrentino   | M. Vincis             | Agr. Alle. La Madia           | 2'04"50 |
| 1989                       | Alwuhush         | M.4 | Royaume-Uni | Nureyev          | Willie Carson     | John L. Dunlop        | Hamdan Al Maktoum             | 2'02"60 |
| 1988                       | Tony Bin         | M.5 | Italie      | Kampala          | Pat Eddery        | Luigi Camici          | Luciano Gaucci                | 2'06"10 |